# Connie Mack
Connie Mack (East Brookfield, 22 de dezembro de 1862 - Filadélfia, 8 de fevereiro de 1956) foi um treinador de beisebol americano.